# Gujranwala
Gujranwala é uma cidade do Paquistão localizada na província de  Panjabe. Tem mais de 2 milhões de habitantes.